# Gymnomera slovaka
Gymnomera slovaka är en tvåvingeart som beskrevs av Sifner 2003. Gymnomera slovaka ingår i släktet Gymnomera och familjen kolvflugor.
Artens utbredningsområde är Slovakien. Inga underarter finns listade i Catalogue of Life.